# Balance de Curie
Pour les articles homonymes, voir balance.

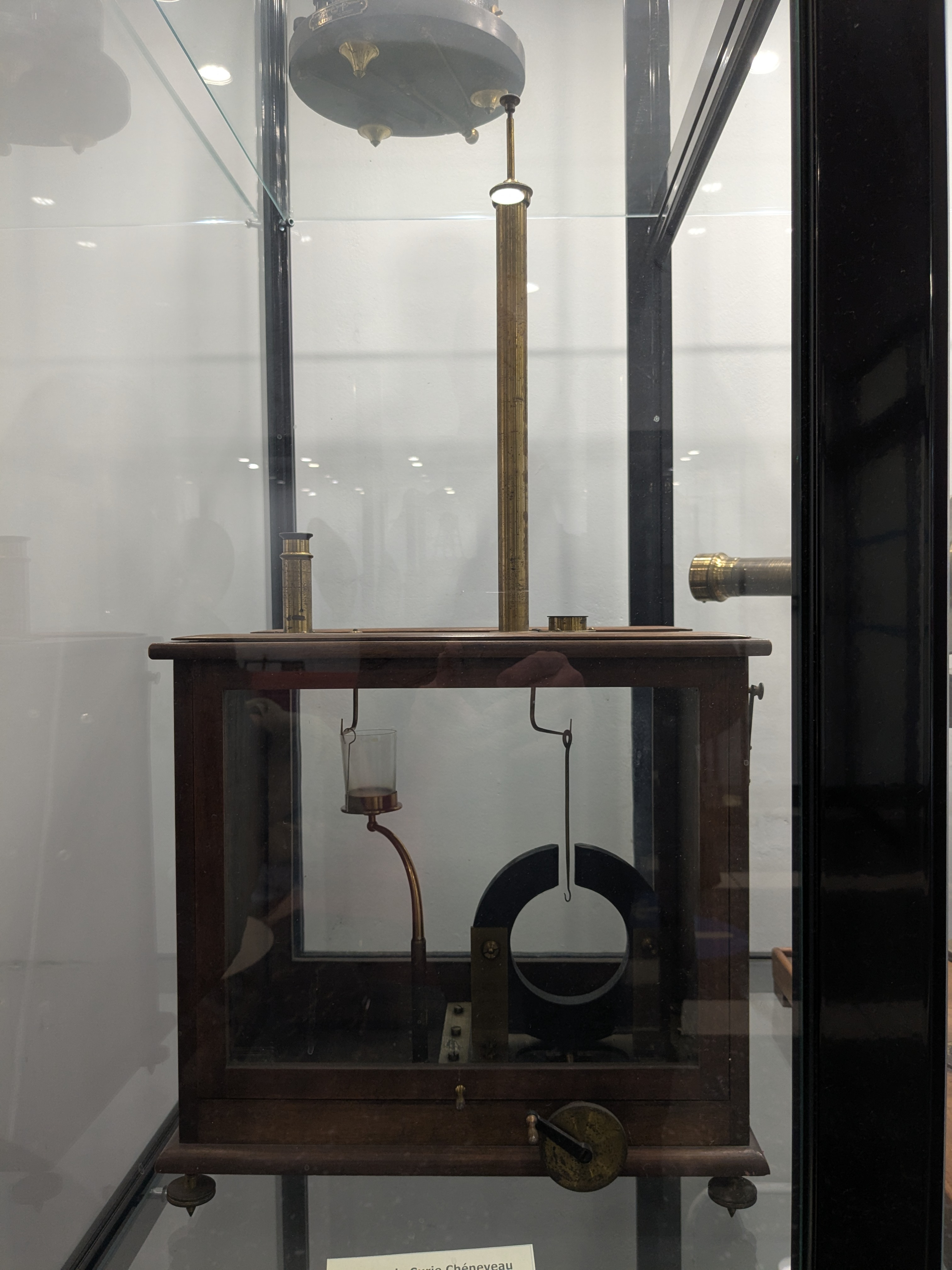
Une balance de Curie-Chéneveau.

La balance de Curie, aussi appelé balance de Curie-Chéneveau, est une balance mise au point par Pierre Curie pour sa thèse en 1895, amélioré en collaboration avec Charles Chéneveau  pendant 1903. Elle a permis d’accroître la rapidité et la précision des mesures des constants magnétiques de solutions et matériaux.
Il s'agit d'une balance de torsion possèdant un microscope permettant de voir précisément l'inclinaison du fléau. Afin d'obtenir une plus grande rapidité pour les pesées elle est équipée d'un système d'amortissement du système de torsion.